# بطولة الدقائق الأخيرة
بطولة الدقائق الأخيرة هو فلم وثائقي رياضي من إنتاج الصحفي ربيع البحوري ومؤسسة التلفزة التونسية يسرد تفاصيل الأيام الأخيرة من الرابطة التونسية المحترفة الأولى 2007–08، الموسم الـ51 من الرابطة التونسية المحترفة الأولى، بطولة كرة القدم الأعلى مستوى في تونس، التي توج بها النادي الإفريقي. يمتد الفيلم لمدة 53 دقيقة والأبرز في هذا الفيلم أنه يدخل لبيوت اللاعبين ليعيش معهم الأيام الأخيرة ويكشف خفايا البطولة ولكنه يسرد فقط مسيرة النادي الإفريقي والنجم الساحلي فقط المتنافسان الجديان على لقب البطولة.